# Kubbstol

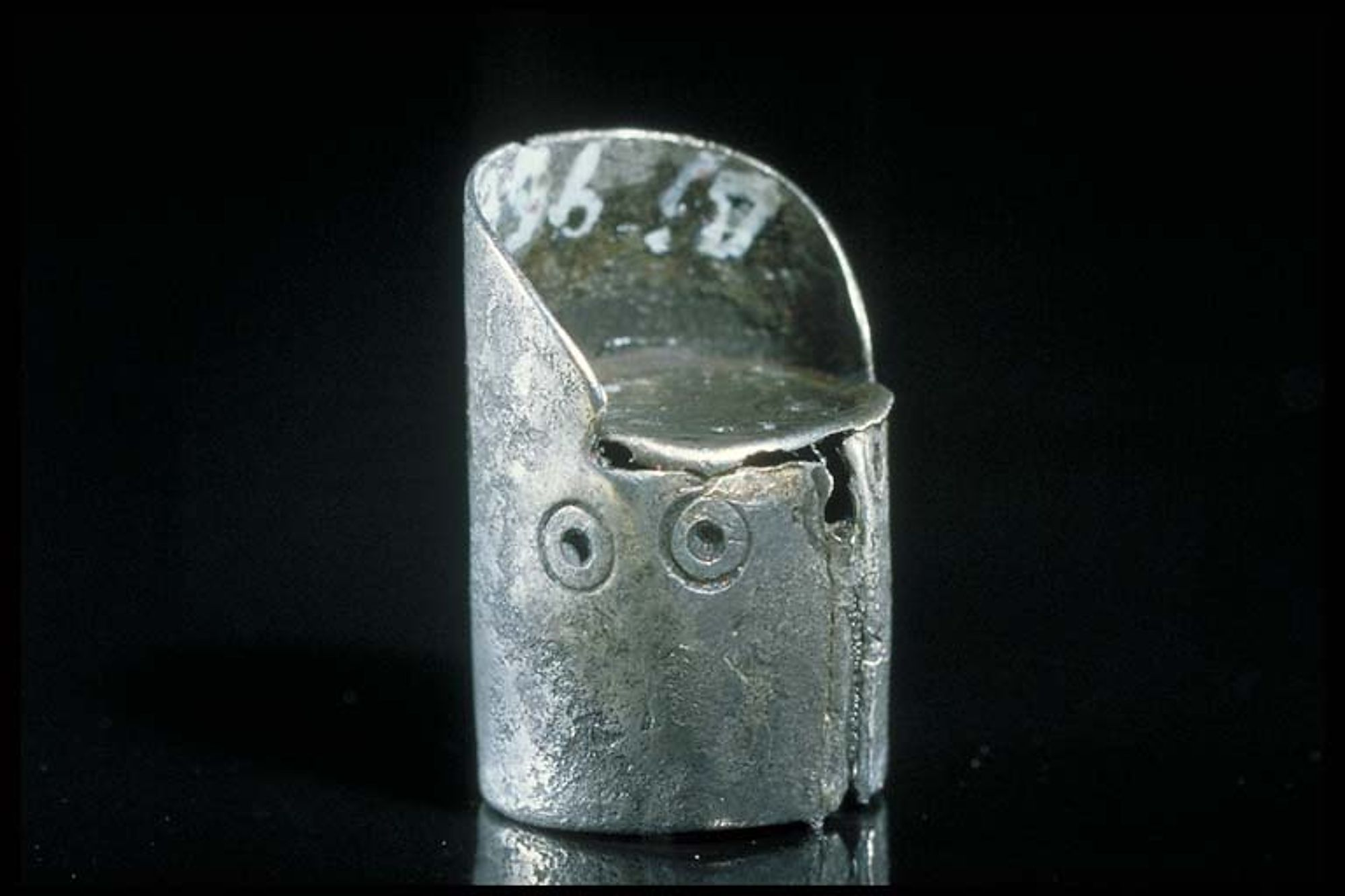
Kubbstolsformigt hänge av silver från vikingatiden.

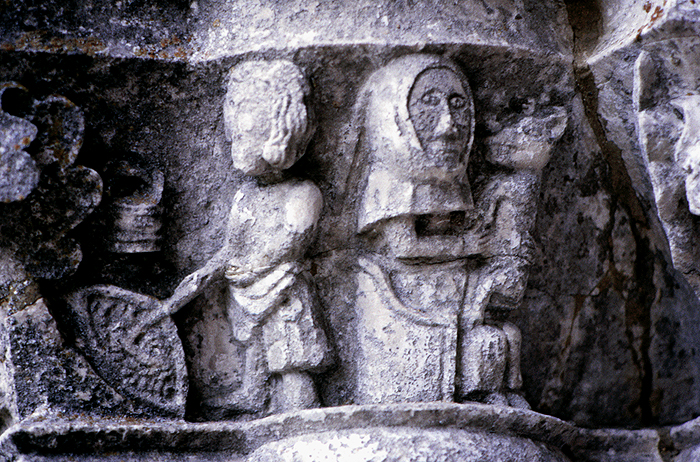
Kubbstol från portalen till Källunge kyrka på Gotland, 1200–1300-tal.

En kubbstol är en sittmöbel tillverkad av ett enda stycke trä; vanligen en del av en trädstam som delvis holkats ur, eller laggad som en tunna. Kubbstolar förekom på medeltiden inom allmogekulturen på den svenska landsbygden. I senare tider har sådana stolar bara funnits i Nordsverige.